# 충주 양씨
충주 양씨(忠州梁氏)는 충청북도 충주시를 본관으로 하는 한국의 성씨이다. 2015년 인구는 751명이다.

## 역사
제주 양씨(濟州 梁氏)의 도시조는 탐라국(耽羅國) 개국설화에 등장하는 양을나(良乙那)이다.
충주 양씨(忠州 梁氏) 중시조 양능길(梁能吉)은 고려가 후삼국을 통일할 때에 고려 태조 왕건을 도와 삼중삼한대장군(三重三韓大將軍)으로 국가의 대업을 이룩하여 예성군(蘂城君)에 봉해지자 제주 양씨에서 분적하였다.

## 인물
충주 양씨는 고려 때 상장군(上將軍) 양유달(梁攸達), 금오위상장군(金吾衛上將軍) 양일(梁逸), 정위(正位) 양창(梁暢), 검교첨사(檢校詹事) 양공소(梁公紹), 금자광록대부 검교태자태보 수사도 중서시랑동중서문하시랑평장사 권판상서이부사 판상서형부사(金紫光祿大夫 檢校太子太保 守司徒 中書侍郎同中書門下侍郎平章事 權判尙書吏部事 判尙書刑部事) 양원준(梁元俊), 어사중승(御史中丞) 양문형(梁文烱), 장사랑(將仕郞) 양문수(梁文秀), 지주사 양숙(梁肅) 등을 배출하였다.
조선 조에 들어서는 대과 급제자 2명과 무과 급제자 1명을 배출하였는데, 인물로는 조선 세종 때 이조좌랑, 병조정랑을 지내고 이후 영의정으로 증직된 양여공(梁汝恭)과 그의 손자로 이조정랑 및 사헌부 지평을 역임한 양순경(梁舜卿), 순조 때 양종간(梁宗幹) 등이 있다.